# سینمای امارات متحده عربی

جشنواره فیلم دوبی

سینمای امارات متحده عربی (به انگلیسی: Cinema of the United Arab Emirates) به صنعت فیلمسازی و همچنین جشنواره‌های سینمایی که در کشور امارات متحده عربی برگزار می‌شود، اشاره دارد.
از سال ۱۹۹۸ سینمای بومی نیز در این کشور توسعه یافت. اولین فیلم تولید شده در این کشور عابر سبیل ساخته علی العبدل نام دارد اما اولین فیلمی که در این کشور به صورت گسترده و در هر هفت شیخ نشین این کشور اکران سراسری داشت، فیلم مکان فی قلب به کارگردانی محمد نجیب محصول ۱۹۹۶ است. بعد از دو دهه تولید در زمینه فیلم‌های کوتاه، سرانجام در سال ۲۰۰۷ اولین فیلم بلند داستانی این کشور به نام حلقه به کارگردانی نواف ال جناحی روانه اکران شد. در حال حاضر سرانه تولید فیلم بومی در این کشور ۲ فیلم بلند است.
پهنه جغرافیایی امارات متحده عربی بیش از دو دهه است که به محلی برای تولیدات فیلم بلند خارجی تبدیل شده‌است. از ۱۹۹۷ بسیاری از شرکت‌های فیلمسازی آسیایی؛ اروپایی و آمریکایی در این کشور فیلم تهیه کرده‌اند. اگرچه سینمای بالیوود از اواسط دهه ۸۰ در این کشور شروع به ساخت فیلم کرد.
بین سال‌های ۱۹۸۶ تا ۲۰۱۹، ۵۹ فیلم بلند خارجی در امارات متحده عربی تولید شده‌اند که ۳۱ فیلم هندی، ۴ فیلم پاکستانی، ۵ فیلم مالزیایی، ۵ فیلم تایلندی، ۳ فیلم چینی بیشتر سهم را در این رابطه داشتند.
از میان فیلم‌های سینمای هالیوود که بخشی از داستان آن‌ها در امارت فیلمبرداری شده‌اند، تولیدات ذیل قابل اشاره‌اند:
- سیریانا، استیو کوگان محصول ۲۰۰۵
- پادشاهی، پیتر برگ محصول ۲۰۰۷
- ماموریت غیرممکن: پروتکل شبح، برد برد محصول ۲۰۱۱
- جنگ ستارگان: نیرو برمی‌خیزد، جی جی آبرامز محصول ۲۰۱۵
- خشمگین ۷، جیمز وان محصول ۲۰۱۵
- فراتر از پیشتاران فضا، سایمون پگ محصول ۲۰۱۶

## جشنواره فیلم دوبی

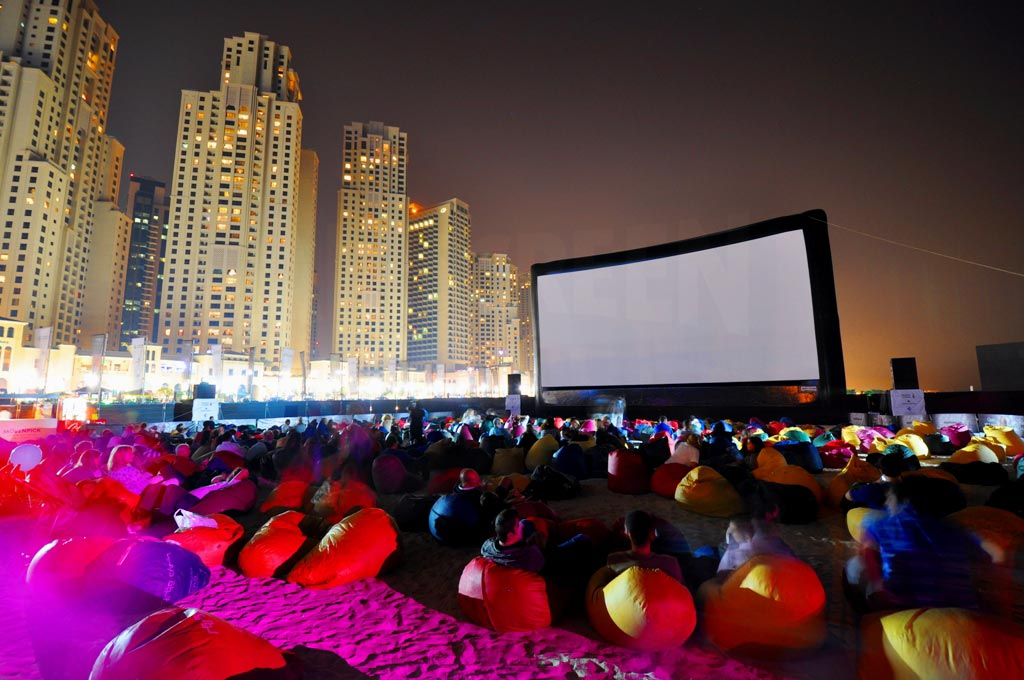
جشنواره بین‌المللی فیلم دبی با استفاده از صفحه نمایش بادی

از سال ۲۰۰۴ هرساله در شهر دوبی و در ماه دسامبر، جشنواره فیلم دوبی برگزار می‌شود. این جشنواره میزبان فیلم‌هایی از سراسر جهان است. در واقع سینماهای امارات متحده عربی و همچنین فستیوال‌هایی مانند جشنواره فیلم دوبی؛ محلی برای میزبانی از تماشاگران و سینماگران خارجی است. سالیانه حدود ۱۲ میلیون نفر از این سالن‌ها استفاده می‌کنند که تنها ۱۰ درصد این جمعیت بومی هستند. جمعیت ۸۷ درصدی خارجیان مقیم این کشور نیز جزو این آمار قرار می‌گیرند.
تعداد سالن‌های سینما در حال حاضر در این کشور ۲۵۵ سالن بسیار مجهز و چند منظوره گزارش شده که عمدتاً به صورت پردیس سینمایی فعالیت می‌کنند. این پردیس‌ها اکران فیلم‌های روز دنیا و آثار مربوط به سینمای اروپا و فیلم‌های هالیوودی و همچنین فیلم‌های مربوط به سینمای عربی یا سینمای بالیوود را در دستور کار دارند.